# Posbank
De Posbank is een monumentale gedenkbank en een naastgelegen theehuis op de zuidelijke Veluwe bij Rheden in de Nederlandse provincie Gelderland. De Posbank is in de volksmond ook de benaming voor het heuvelachtige heidegebied waarin hij ligt, maar dit gebied heet eigenlijk het Herikhuizerveld.
De bank staat op een hoogte van 90 meter boven NAP in het Nationaal Park Veluwezoom met uitzicht over het Herikhuizerveld, het IJsseldal, Arnhem, de Achterhoek en de Liemers tot in Duitsland. Ter vergelijking: het hoogste punt op de Veluwe is het nabijgelegen Signaal Imbosch (110 meter). De horecagelegenheid (uitspanning) die vroeger bij de Posbank stond is bij een brand in 1996 verwoest. In 2002 heeft Natuurmonumenten een nieuw theehuis (Paviljoen de Posbank) laten bouwen.

## De bank en zijn naamgever
De Posbank is een halfronde stenen bank op een markant uitzichtpunt. De bank is gebouwd ter ere van het 25-jarig jubileum van Gerard Adriaan Pos bij de ANWB op op 7 mei 1918. Pos was tweede voorzitter en een van de pioniers van de bond. De Posbank is ontworpen door architect Willem Leliman en gebouwd door aannemer Gerrit Bennink (1869 – 1936) uit Rheden. De bank werd op 24 mei 1921 onthuld. De tekst op de natuurstenen gedenkplaat op de bank luidt:
g.a.pos
tweede voorzitter en hoge consul van den a.n.w.b.
toeristenbond voor nederland
1893   7 mei   1918
hij effende banen voor het vreedzaam verkeer tusschen de volken
duizenden bracht hij in en tot de natuur
den nederlanders deed hij neerlands schoonheid kennen waarderen en liefhebben
In het Sonsbeekpark in Arnhem staat een replica van de bank.

## Sportevenementen
In de wielerwedstrijd Veenendaal-Veenendaal Classic is de Posbank vaak een belangrijke beklimming. In het laatste weekend van september wordt de Posbank door een grote groep hardlopers beklommen tijdens de zogenoemde Posbankloop. Ook de Kennedymarsen Winterswijk-Arnhem (in februari) en de Liemers Posbankloop (laatste zaterdag juni) komen hier langs. Op 8 mei 2016 ging de derde etappe van de Ronde van Italië 2016 over de Posbank, in de etappe die startte in Nijmegen en finishte in Arnhem. De Nederlander Maarten Tjallingii kwam als eerste boven en veroverde daarmee de blauwe bergtrui. Op 23 juni 2024 werd de Posbank opgenomen in het Nederlands kampioenschap wielrennen op de weg, de mannen beklommen de helling 5 maal in combinatie met de Emmapiramide. Ook bij de vrouwen en beloften werd de helling meermaals opgenomen.

## Foto's

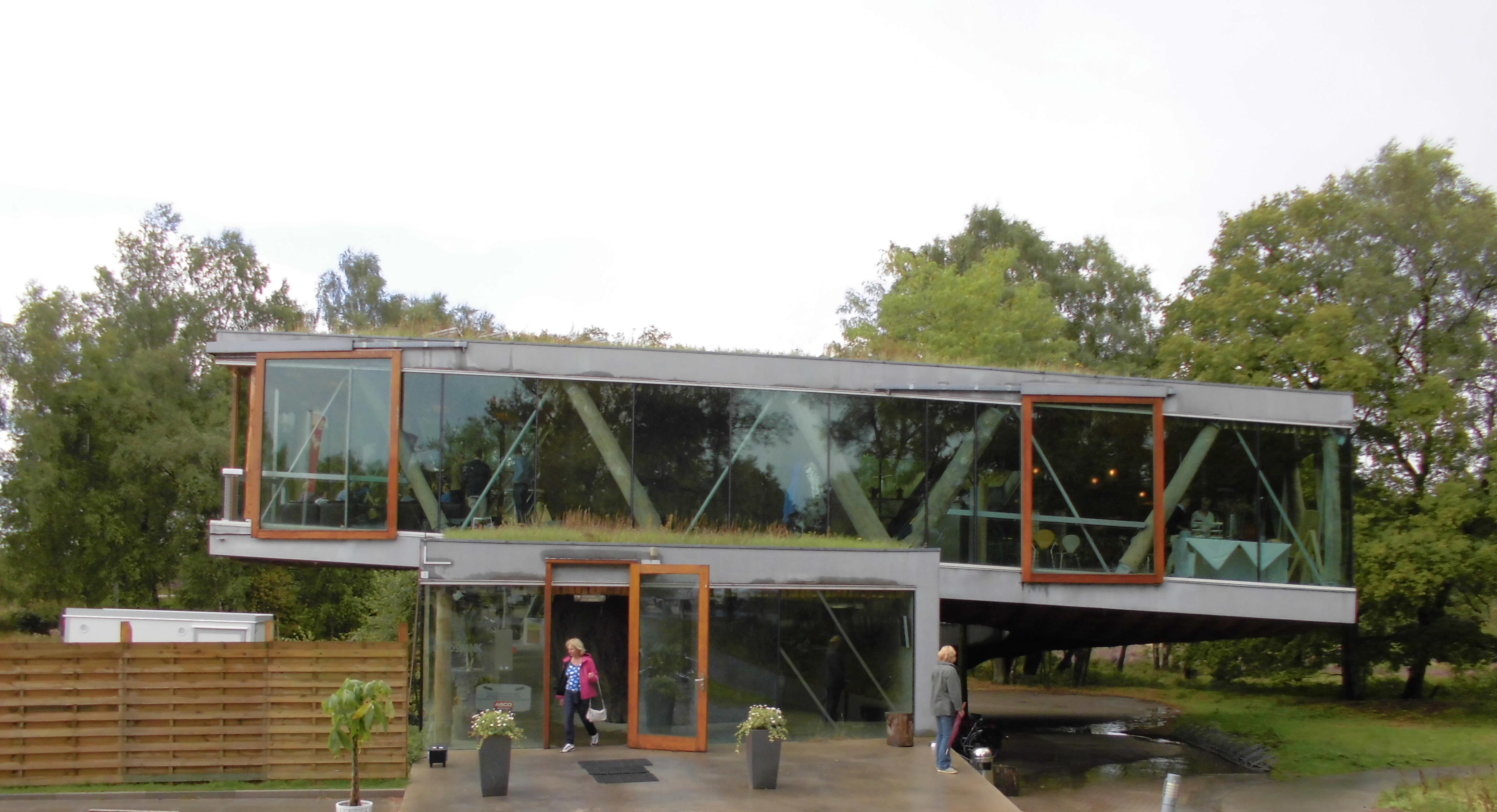
Paviljoen de Posbank
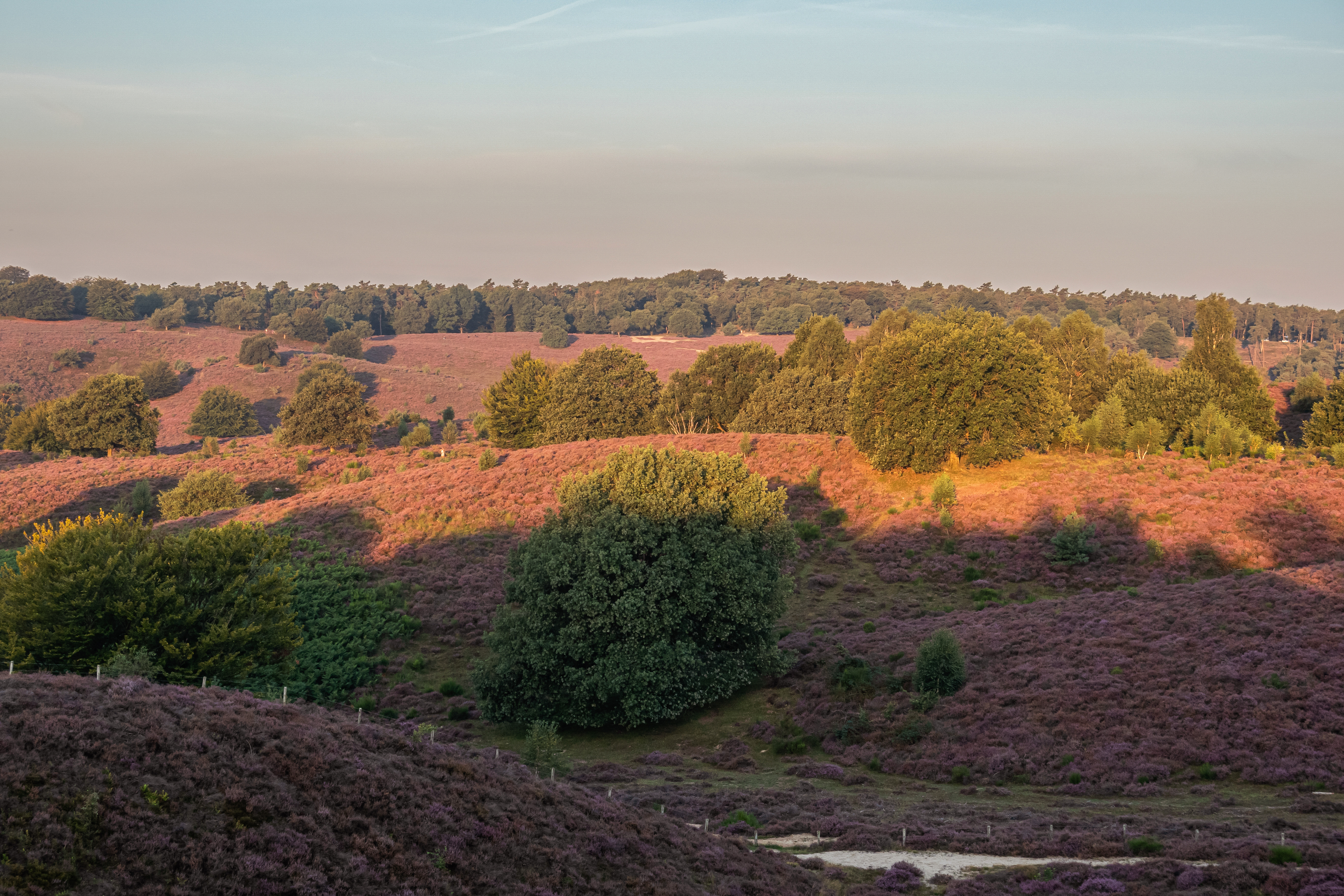
Zicht op de Posbank vanaf het paviljoen
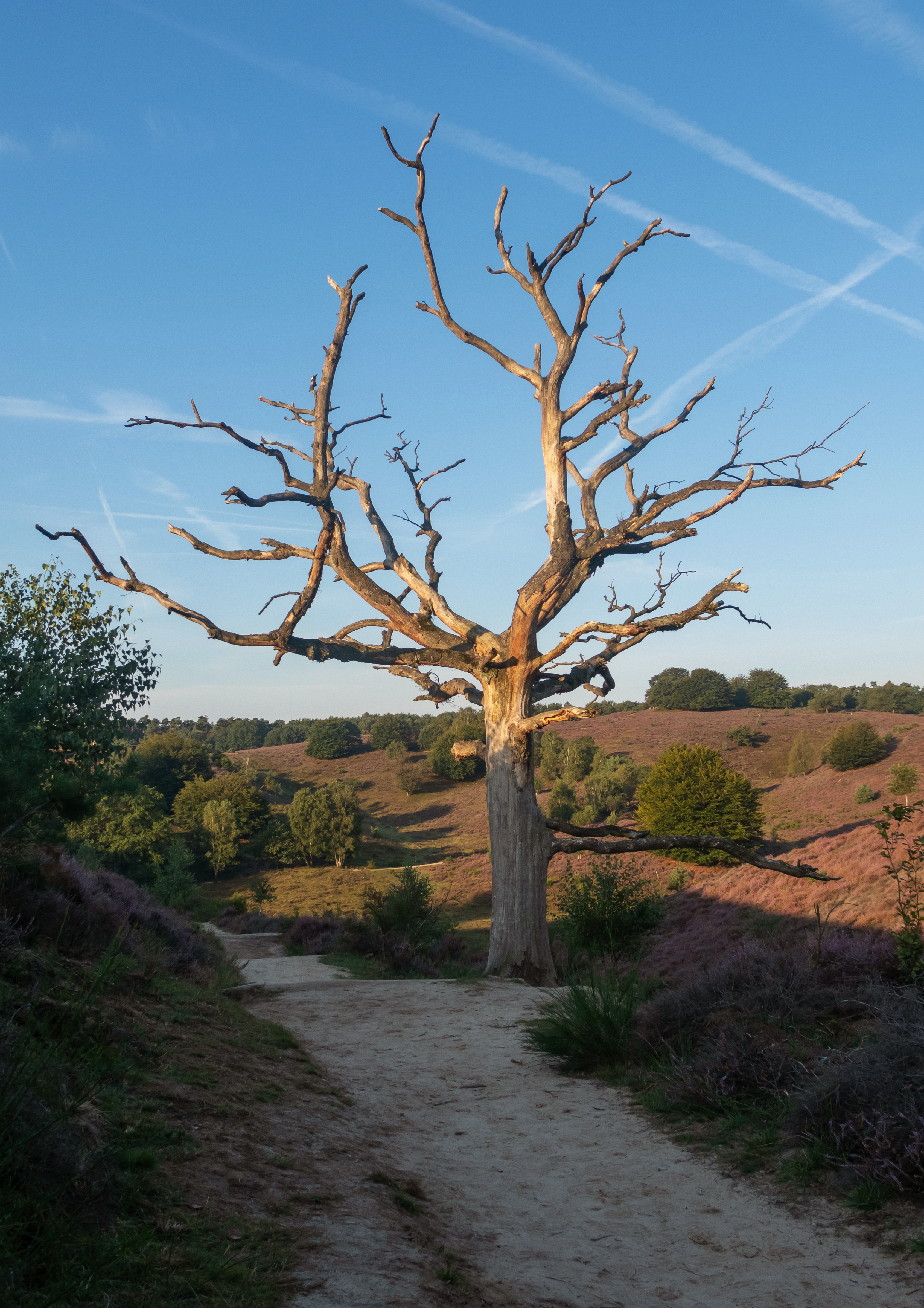
Dode boom op de Posbank
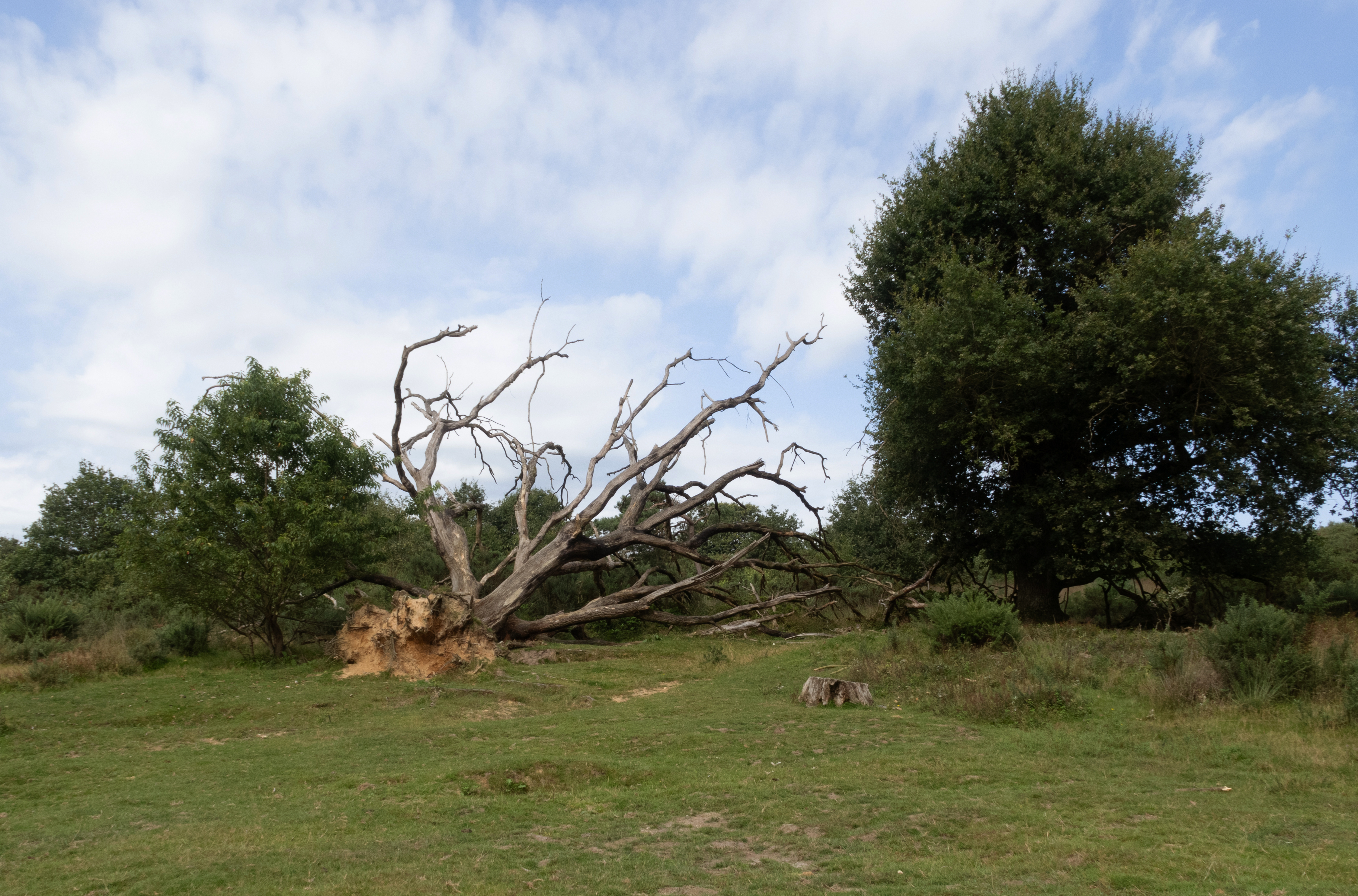
Dood hout tussen de bomen op de Posbank
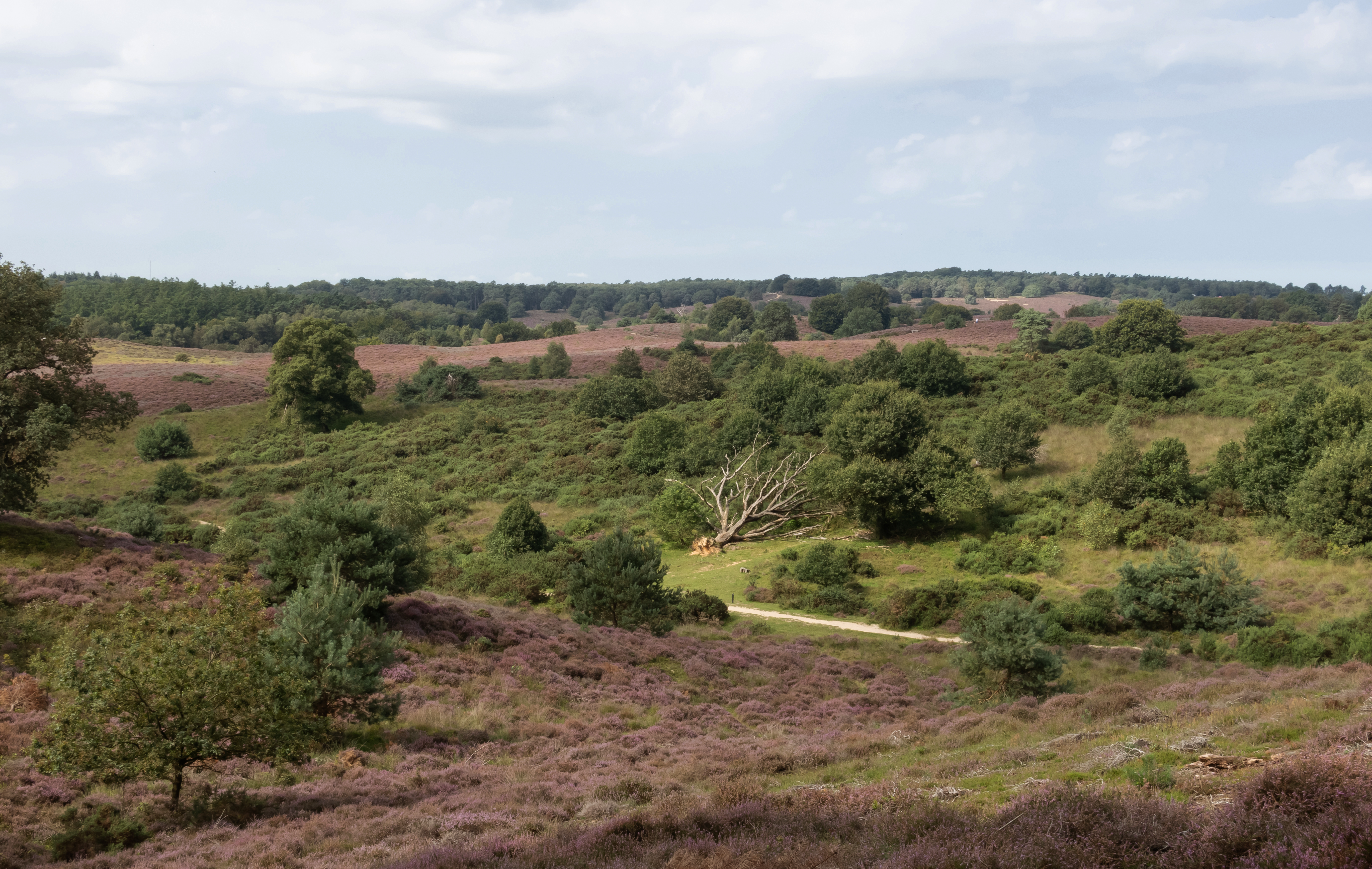
Dood hout, heide en bomen op de Posbank
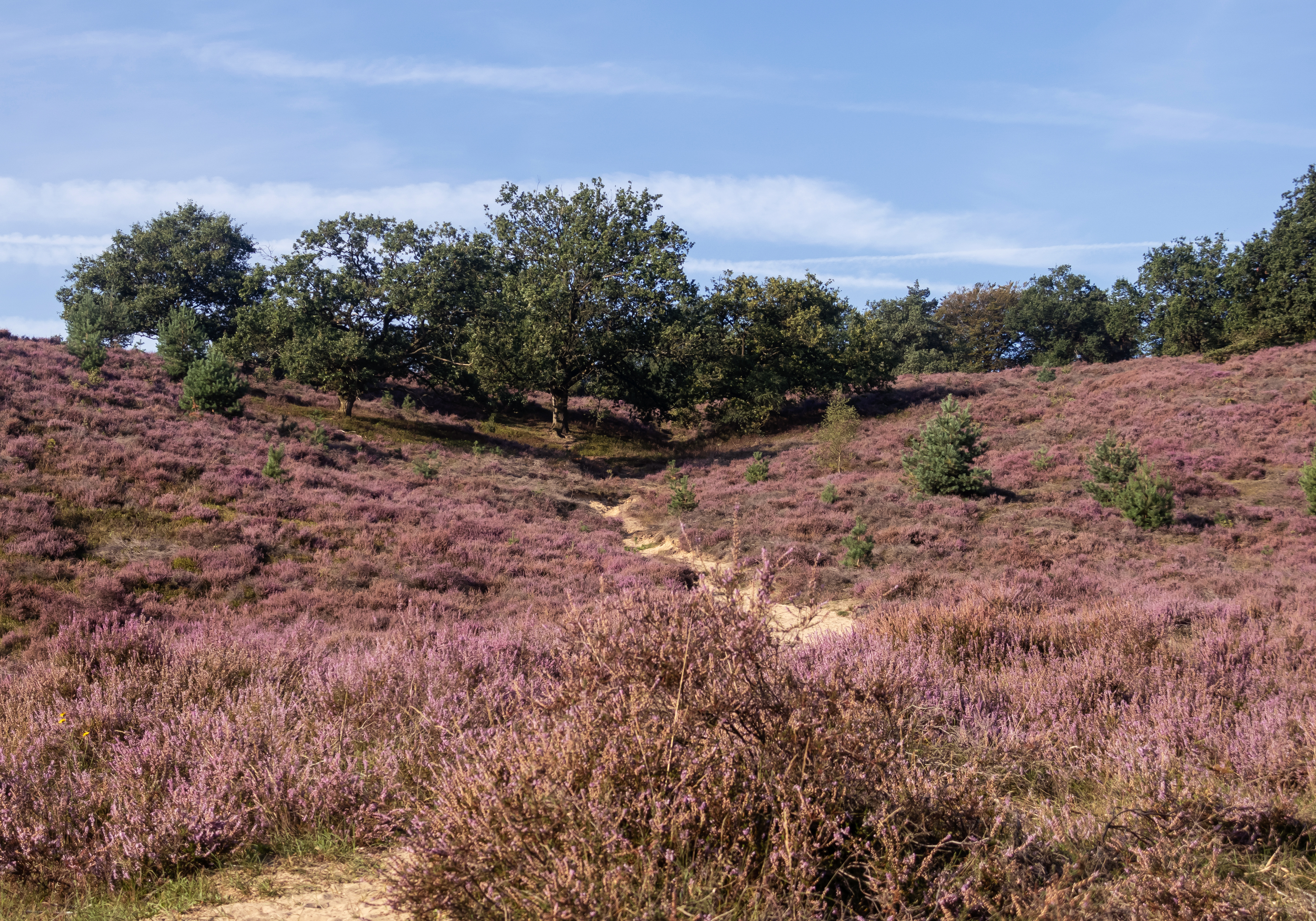
de Posbank
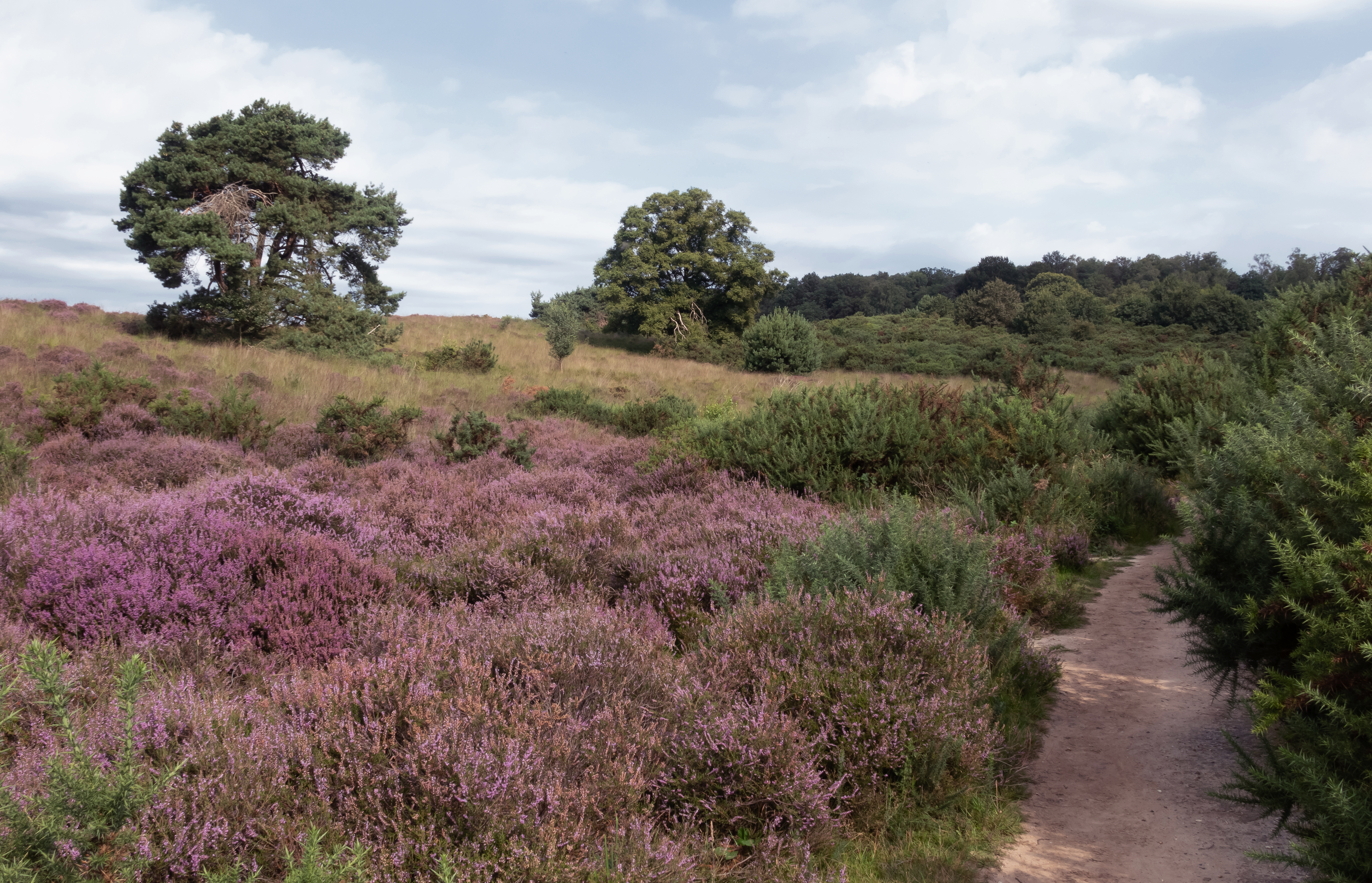
de Posbank
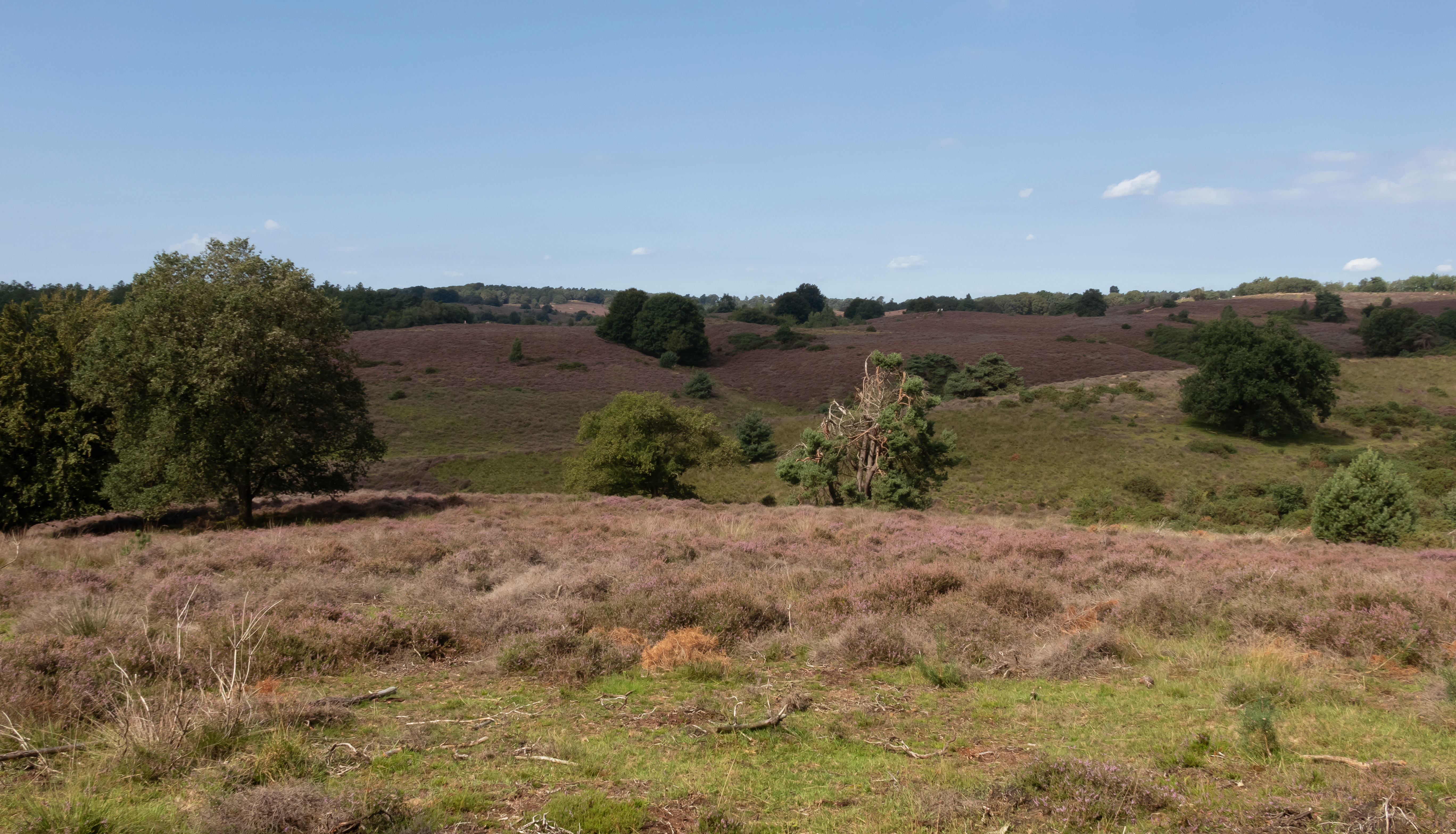
de Posbank
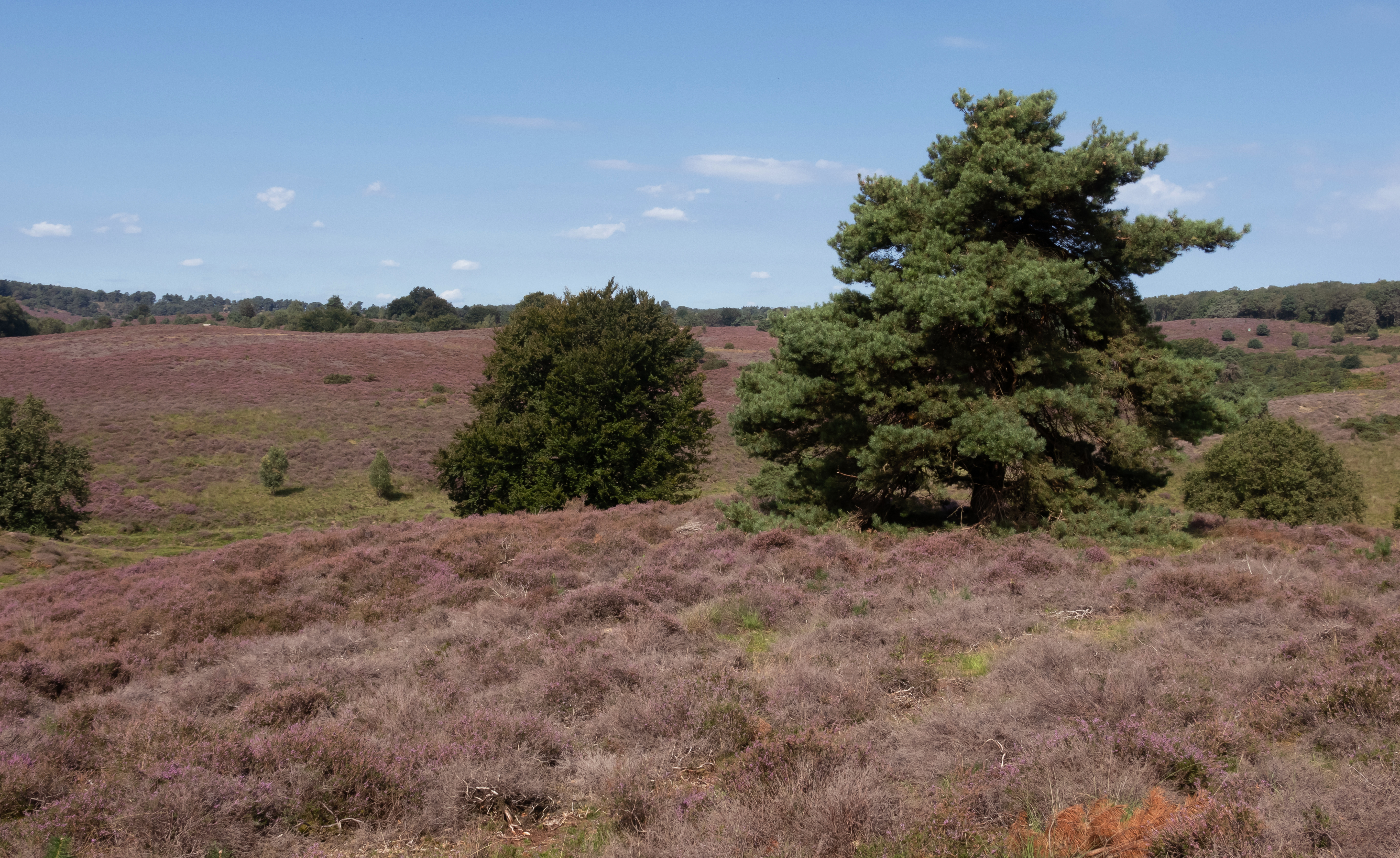
de Posbank